# Bandera de Pedraza

Bandera de Pedraza.

La bandera de Pedraza es el símbolo más importante de Pedraza, municipio de la provincia de Segovia, comunidad autónoma de Castilla y León, en España. 

## Descripción
La bandera de Pedraza se describe heráldicamente de la siguiente manera:

«Bandera cuadrada de proporción 2:3, de color rojo, con una cruz amarilla, de borde a borde, y brochante al centro, el escudo municipal en sus colores.»
Boletín Oficial del Estado nº 81/1995